# Institut Kinsey
Institut Kinsey (engleski Kinsey Institute for Research in Sex, Gender, and Reproduction) je institut za koji promiče interdisciplinarna istraživanja u području ljudske seksualnosti, spola i reprodukcije. Institut je osnovao Alfred Kinsey na Sveučilištu Indiana u Bloomingtonu 1947. kad je bio profesor, entomolog i zoolog na istom sveučilištu.
Izvorni cilj Instituta bio je proučiti ljudsku seksualnost i seksualno ponašanje ljudskih bića. Godine 1948. i 1953. institut objavio dvije monografije (Kinseyevi izvještaji (eng. Kinsey Reports). Od tada su Institut, Kinsey i njegova dva izvješća bila predmet brojnih kontroverzi i polemika.

## Vanjske poveznice
- Službena stranica